# B型肝炎ワクチン
B型肝炎ワクチン（Bがたかんえんワクチン）とは、B型肝炎を予防するワクチンである。HBワクチンともいう。

## 概要
初回投与は生後24時間以内が勧められ、後に2回または3回の再投与が勧められる。免疫機能の乏しい人やHIV/エイズ患者や早産の新生児の場合も同様である。さらに、病院などの医療機関で働く人たちへの投与も勧められる。健常者の定期予防接種の効果は95%以上である。
感染リスクの高い人は、血液検査によるワクチンの効能検査が勧められる。免疫機能の乏しい人には追加投与が必要となる場合があるが、ほとんどの人には不必要である。予防接種を受けておらず、B型肝炎ウイルスに曝露した場合は、ワクチンに加えB型肝炎免疫グロブリンも投与するべきである。ワクチンの投与法は筋肉注射である。
B型肝炎ワクチンによる重度の副作用は、非常に稀である。穿刺による痛みが生じることがある。不活化ワクチンであるため、妊娠中または授乳期の投与も安全である。ギラン–バレー症候群との関連はない。現在のワクチンは組換えDNAの技術を使って生成されたものである。このワクチンは単体または他のワクチンと組み合わさったものがある。

## 定期接種
日本では、2016年10月1日より定期接種となった。
母親がキャリアでない場合は、生後2か月での接種が推奨されていて、ヒブ、小児用肺炎球菌ワクチン（PCV13）、ロタとの同時接種が可能。4週間隔で2回、2回目から4〜5か月経ってから1回の合計3回接種する。

## 歴史
最初のB型肝炎ワクチンは、1981年にアメリカ合衆国にて承認された。遺伝子組換え版が市場に出始めたのは1986年である。このワクチンは世界保健機関の必須医薬品リストに記載されており、最も効果的で安全な医療制度で必要とされる医薬品である。2014年の開発途上国での卸売価格は$0.58～$13.20米ドルである。アメリカ合衆国では$50～$100で購入できる。